# Vila Josefa Bartoně
Vila Josefa Bartoně je funkcionalistické rodinné sídlo průmyslníka a mecenáše Josefa Bartoně z Dobenína, které vzniklo v Náchodě v letech 1927 – 28 podle architektonického návrhu Pavla Janáka.

## Historie
Stavba byla vybudována v letech 1927 – 28. V roce 1948 došlo k jejímu znárodnění. Jiné prameny uvádějí, že Bartoňové z Dobenína v poválečných letech věnovali vilu dobrovolně na dobročinné účely. Po roce 1948 došlo v objektu k mnoha úpravám, které nerespektovaly původní charakter. Zejména z interiérového vybavení se zachovalo velmi málo.
Roku 1993 byla vila zařazena na seznam kulturních památek. Od roku 2006 pak probíhaly opravy (střecha, omítky, okna, dveře...).
V současnosti (2021) je vila v majetku města a slouží jako dětské Středisko volného času Déčko.

## Architektura
Vila je situována ve svahu zámeckého kopce a stojí na půdorysu přibližně tvaru U. Je třípodlažní: suterén sloužil jako technické zázemí, zvýšené přízemí bylo určeno reprezentativním prostorám a v patře byly ložnice rodiny a pokoje pro hosty. Ve zvýšeném přízemí se nacházela dvorana, jídelna, salon a obývací pokoj kruhového půdorysu o průměru 7,4 metru – ten byl napojen na venkovní terasu na jižní straně domu. Ve zvýšeném přízemí byla umístěna také knihovna s nápadným válcovým arkýřem. Severovýchodní nároží domu bylo vyvýšeno nad úroveň sedlových střech a na vlastní ploché střeše nabízelo přístupnou terasu, pod kterou se nacházel pokoj pro hosta. Reprezentativní průčelí na východní straně domu je rozčleněno sedmi vysokými sloupy.